# Bill Paxton
William Paxton (Fort Worth, Texas, 17 de maio de 1955 – Los Angeles, 25 de fevereiro de 2017) foi um ator e cineasta americano. Participou de inúmeros filmes, como The Terminator (1984), Weird Science (1985), Aliens (1986), Predador 2 (1990), True Lies (1994), Apollo 13 (1995), Twister (1996), e Titanic (1997). Paxton também estrelou a série da HBO Big Love (2006-2011) e foi indicado a um prêmio Emmy por sua atuação na minissérie Hatfields & McCoys (2012).

## Biografia
Bill Paxton nasceu e cresceu em Fort Worth, Texas. Filho de Mary Lou Gray e John Lane Paxton. Seu pai era ator ocasional, tendo tido diversos empregos diferentes. Sua mãe era católica praticante, tendo criado os filhos nesta denominação. Bill era uma das crianças presentes na aglomeração que assistiu ao assassinato do presidente John F. Kennedy, em 22 de novembro de 1963.

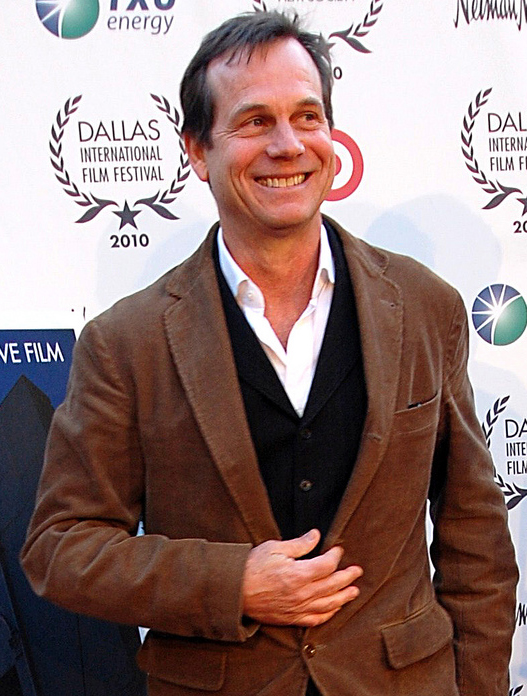
Paxton em abril de 2010

Seus primeiros trabalhos no cinema eram pequenos papéis, como o punk que provoca o exterminador em O Exterminador do Futuro (1984). Bill interpretou o irônico recruta Hudson em Aliens, o Resgate (1986). O ator trabalharia com o diretor James Cameron em outras produções, como True Lies (1994) e Titanic (1997).
Alguns dos trabalhos mais marcantes de Bill Paxton foi como o astronauta Fred Haise em Apollo 13 (1995), o protagonista do filme Twister (1996) e no filme No Limite do Amanhã (2014).

## Vida pessoal e morte
Bill era casado há 30 anos com Louise Newbury e tinha dois filhos, James e Lydia Paxton. No dia 25 de fevereiro de 2017, o ator se internou para uma cirurgia cardíaca, devido a um aneurisma na aorta. O ator teve uma complicação que levou a um acidente vascular cerebral e faleceu.

## Carreira

### No cinema
- 2017 - A Bela e a Fera (Beauty and the Beast)
- 2017 - O Círculo
- 2016 - Tempo Contado
- 2014 - Million Dollar Arm
- 2014 - O Abutre
- 2014 - No Limite do Amanhã
- 2013 - 2 Guns como Earl
- 2011 - A Toda Prova (Haywire) -
- 2004 - Thunderbirds
- 2004 - Club Dread
- 2004 - Haven
- 2003 - Resistance
- 2003 - Pequenos Espiões 3 (Spy Kids 3-D: Game Over)
- 2002 - A Mão do Diabo (Frailty)
- 2002 - Pequenos Espiões 2 - A Ilha dos Sonhos Perdidos (Spy Kids 2: The Island of Lost Dreams)
- 2000 - Limite Vertical (Vertical Limit)
- 2000 - U-571 - A Batalha do Atlântico (U-571)
- 1998 - Poderoso Joe (Mighty Joe Young)
- 1998 - Um Plano Simples (A Simple Plan)
- 1998 - Twister: Ride it out
- 1997 - Titanic (Titanic)
- 1997 - Os Trapaceiros (Traveller)
- 1996 - O Entardecer de uma Estrela (The Evening Star)
- 1996 - Twister
- 1995 - O Último Jantar (The Last Supper)
- 1995 - Apollo 13 - Do desastre ao triunfo (Apollo 13)
- 1994 - True lies (True Lies)
- 1994 - Frank e Jesse - Fora-da-lei (Frank and Jesse)
- 1993 - Tombstone - A justiça está chegando (Tombstone)
- 1993 - Encaixotando Helena (Boxing Helena)
- 1993 - Choque do futuro (Future Shock)
- 1993 - O Melhor Verão de Nossas Vidas (Indian Summer)
- 1993 - Monolith - A energia destruídora (Monolith)
- 1992 - Os Saqueadores (Trespass)
- 1992 - Psicose mortal (The Vagrant)
- 1991 - Por trás das cenas (The Dark Backward)
- 1991 - Um passo em falso (One False Move)
- 1990 - Predador 2 - A caçada continua (Predator 2)
- 1990 - Comando Imbatível (Navy SEALs)
- 1990 - Back to Back
- 1990 - Brain Dead
- 1990 - The Last of the Finest
- 1989 - Marcados pelo ódio (Next of Kin)
- 1989 - Nas asas do vento (Slipstream)
- 1988 - Santo golpe (Pass the Ammo)
- 1987 - Quando Chega a Escuridão (Near Dark)
- 1986 - Aliens, O Resgate (Aliens)
- 1985 - Comando para Matar (Commando)
- 1985 - Mulher nota 1000 (Weird Science)
- 1984 - O Exterminador do Futuro (The Terminator)
- 1984 - Ruas de Fogo (Streets of Fire)
- 1984 - Impulse
- 1984 - Embalsamado (Mortuary)
- 1983 - Os Guardiões da Honra (The Lords of Discipline)
- 1983 - Taking Tiger Mountain
- 1981 - Stripes
- 1981 - Night Warning
- 1975 - Crazy Mama

### Na televisão
- 2006 / 2009 - Big Love
- 2012 - Hatfields & McCoys
- 2014 - Agents of S.H.I.E.L.D.
- 2017 - Training Day